# Massacre de Hondh-Chillar
 (mars 2024).
Si vous disposez d'ouvrages ou d'articles de référence ou si vous connaissez des sites web de qualité traitant du thème abordé ici, merci de compléter l'article en donnant les références utiles à sa vérifiabilité et en les liant à la section « Notes et références ».
Le massacre de Hondh-Chillar (pendjabi : ਹੋਂਦ-ਚਿੱਲੜ ਕਤਲੇਆਮ) fait référence aux meurtres d'au moins 32 sikhs le 2 novembre 1984 dans un village du district de Rewari, dans l'Haryana, prétendument par la foule de politiciens lors des émeutes anti-sikhs de 1984. La police locale n'est pas intervenue dans le massacre, n'a pas poursuivi un premier rapport d'information déposé par les survivants ou aidé à réinstaller les survivants. Les charniers du massacre ont été redécouverts en janvier 2011. Un massacre similaire s'est produit dans la ville voisine de Pataudi.

## Contexte
Pendant la partition de l'Inde, le village de Hondh a été colonisé par 16 familles qui ont émigré du Pakistan. Hondh était un "dhani", ou groupe de fermes, à l'extérieur du village principal de Chillar. Les familles étaient influentes et avant le massacre, le Sarpanch, ou maire, de Chillar avait été l'un des habitants de Hondh.
Après l'assassinat d'Indira Gandhi en octobre 1984, des milliers de sikhs ont été tués dans les pogroms anti-sikhs de 1984 par des foules du Congrès aidées par des représentants du gouvernement qui ont fourni "des camions et des bus d'État" ainsi que "des armes, notamment du pétrole, du matières inflammables". À 10 heures du matin le 2 novembre, un camion et un bus transportant "200-250" jeunes hommes du Congrès sont arrivés au village. Ils ont commencé à attaquer les sikhs armés de tiges, de lathis, de diesel, de kérosène et d'allumettes ainsi qu'à scander des slogans en faveur du parti Congrès (I). Pendant quatre heures, la foule des membres du Congrès a battu à mort et brûlé vif 31 villageois sikhs. Ils ont continué à incendier les bungalows des Sikhs et Gurdwara jusqu'à ce que les villageois qui ont pu échapper à l'attaque initiale tentent de trouver refuge dans trois maisons différentes. La foule a ensuite mis le feu à deux des maisons en versant du kérosène à travers le toit. Un villageois, Balwant Singh, a riposté en tuant l'un des émeutiers avec une épée et un autre groupe de villageois a couru hors de leur maison en feu pour riposter. Une fois que les villageois ont commencé à riposter, le massacre "s'est brusquement arrêté".
Dans la nuit du 2 novembre, les 32 sikhs survivants ont trouvé refuge dans un village voisin. Sous le couvert de la nuit, ils se sont enfuis à Rewari dans un chariot tracteur. Une fois que les villageois ont commencé à riposter, le massacre "s'est brusquement arrêté". Les survivants résident désormais à Ludhiana et Bathinda au Pendjab.
Un premier rapport d'information a été déposé par Dhanpat Singh, alors sarpanch de Chillar au poste de police Jatusana dans le district de Mahendragarh, qui se trouve maintenant dans le district de Rewari. Il révèle que les tueurs sont d'abord venus de Hali Mandi vers 11 heures du matin mais ont été persuadés par les villageois de faire demi-tour. Lorsqu'ils sont arrivés dans la soirée, ils avaient plusieurs autres camions de renforts et un groupe de trois hindous avait tenté de persuader les tueurs de quitter le village, mais ils ont été intimidés pour qu'ils partent. Il rapporte que 20 des corps des villageois sikhs morts ont été brûlés au point d'être méconnaissables.
Le 23 février 2011, la police locale a affirmé avoir perdu le premier rapport d'information, mais le Times of India a pu trouver une copie signée du rapport qui avait été obtenue du même poste de police quelques jours plus tôt.

## Massacre de Pataudi
À 18 heures, le 1er novembre 1984, après qu'Indira Gandhi a été abattue, une foule sous la direction du chef du Congrès Lalit Maken (en) a mis le feu au Gurdwara de Pataudi, ce qui a semé la panique dans la ville. Alors que la foule armée se déchaînait dans la ville et mettait le feu aux maisons sikhes de la ville, un groupe de sikhs s'est enfui à la périphérie tandis qu'un autre a trouvé refuge dans l'ashram hindou local.
Le 2 novembre, les Sikhs sont retournés en ville pour constater les dégâts causés à leurs maisons. Laissés fatigués et pleurant devant leurs maisons, ils se sont séparés les uns des autres, et à 10 heures du matin, la foule est revenue et a commencé à brûler les gens vifs. De nombreux sikhs ont réussi à s'échapper, mais la foule du Congrès en a capturé 17, les a assassinés et a brûlé leurs restes pour enlever les preuves.
Bien que les survivants aient déposé plusieurs premier rapport d'information auprès de la police, aucun des assaillants n'a été capturé ou poursuivi. Après le massacre, de nombreuses familles sikhes ont fui et il ne reste que cinq familles sur les trente qui étaient installées avant le massacre.

## Redécouverte
Le 22 janvier 2011, un ingénieur de Gurgaon, dans l'Haryana, Manwinder Singh Giaspura, a engagé une conversation avec un livreur qui a parlé d'un "village déserté de Sardars" près de son propre village. Lorsque le garçon a commencé à parler d'incendie criminel, Giaspura s'est rendu compte qu'il parlait des pogroms anti-sikhs de 1984. Le garçon lui a dit plus loin que récemment les gens avaient commencé à voler du bois et des briques du site ainsi le 23 janvier Giaspura a conduit à Chillar et a trouvé le site du massacre. Après avoir vu des ossements à l'intérieur d'un bâtiment et des citations du Guru Granth Sahib les murs, il réalisa que le bâtiment était un Gurdwara. Giaspura a ensuite téléchargé "50-60" photos du village sur Facebook et a envoyé des appels à divers journaux en pendjabi pour enquêter et préserver le site. Après n'avoir pas reçu d'aide du SGPC, Giaspura a contacté la All India Sikh Students Federation (en) et Sikhs for Justice (en). Le 13 mars, l'homme qui a découvert le site du massacre a été invité à démissionner de son poste de directeur général de V&S International Pvt Ltd, prétendument pour son rôle dans la révélation du massacre.

## Réactions
Le 2 mars 2011, des membres d'Akali Dal, le principal parti politique sikh en Inde, ont exigé que le Lok Sabha, le parlement indien, forme une enquête pour enquêter sur le massacre.
Dal Khalsa (International) tente de faire appel aux responsables des Nations unies à Delhi pour qu'ils envoient une équipe pour enquêter. Le Comité américain Gurdwara Parbandhak a organisé une réunion avec le Département d'État américain pour discuter des violations des droits de l'homme et des poursuites judiciaires.
Sikhs for Justice a soutenu que les pogroms anti-sikhs de 1984 étaient une tentative organisée de génocide et que les commissions gouvernementales mises en place pour enquêter sur eux n'avaient délibérément pas enquêté sur la violence à l'extérieur de Delhi pour dissimuler des schémas systématiques de violence contre les Sikhs dans toute l'Inde. En réponse à cette découverte, la All India Sikh Students Federation et Sikhs for Justice ont établi une fiducie pour trouver d'autres sites comme Hondh-Chillar dans toute l'Inde.
Le 4 mars, un ardas a eu lieu à l'Akal Takht pour les victimes du massacre.
Le 12 mars, Sikhs for Justice a rencontré la directrice générale de l'UNESCO Irina Bokova à New York pour discuter de la préservation des ruines en tant que site du patrimoine. Ils ont également consulté des archéologues qui avaient travaillé sur des sites de l'Holocauste pour obtenir des conseils.